# جوديث بيشوب
جوديث بيشوب (بالإنجليزية: Judith Bishop)‏ هي مترجمة أسترالية، ولدت في 1972.